# Heeresflugplatz Rheine-Bentlage

i7
i11
i13
Der Flugplatz Rheine-Bentlage (IATA-Code: ZPQ, ICAO-Code: ETHE), bis 2012 ein Heeresflugplatz, war zuletzt ein Militärflugplatz der Luftwaffe der Bundeswehr im Ortsteil Bentlage der westfälischen Stadt Rheine in Nordrhein-Westfalen.
Auf dem Gelände befindet sich die Theodor-Blank-Kaserne, die jahrzehntelang das mittlere Transporthubschrauberregiment 15 der Heeresflieger beheimatete.
Die Kaserne wurde 2019 für die Stationierung des Sanitätsregiments 4 reaktiviert.

## Geschichte
Im Jahr 1939 wurde in Bentlage mit dem Bau eines Luftwaffenstützpunktes begonnen, den man 1940 fertigstellte. Während des Zweiten Weltkriegs wurden viele Tag- und Nachteinsätze von hier aus geflogen. Einer der Hauptnutzer war von Dezember 1940 bis März 1944 die III. Gruppe des Nachtjagdgeschwaders 1 und von Mai bis September 1942 war hier zusätzlich die II. Gruppe des Nachtjagdgeschwaders 4 stationiert.
Am 1. Mai 1947 wurden in Osnabrück im sogenannten „Rheine Airfield Case“ zwei Angehörige des Flugplatzpersonals wegen der Ermordung eines amerikanischen und eines britischen kriegsgefangenen Luftwaffenangehörigen von einem britischen Militärgericht zum Tode verurteilt, ein weiterer zu einer langjährigen Haftstrafe. Wegen der Ermordung von sieben weiteren alliierten Fliegern erfolgte mangels Beweises keine Verurteilung.
Nach einer kurzen Weiternutzung des von den Alliierten als Airfield B.108 bezeichneten Platzes nach seiner Eroberung im Frühjahr 1945 nahm man den Militärflugplatz zunächst außer Betrieb. Zurück blieb ein mit Bombentrichtern übersätes Gebiet mit zerstörten militärischen Einrichtungen. Wesentliche Teile der militärischen Anlagen und insbesondere die ehemaligen Start- und Landebahnen wurden nicht saniert und sind jetzt als Naturschutzgebiet ausgewiesen.  

Die Baumreihe im Hintergrund steht auf einer mit Kratern überzogenen ehemaligen Start- und Landebahn

Eingangsbereich der ehemaligen Nike-Feuerstellung

Wenige Jahre nach der Gründung der Bundeswehr 1955 wurde der Beschluss gefasst, den Flugbetrieb wieder aufzunehmen. 1960 wurden die entsprechenden Baumaßnahmen eingeleitet und ein Teil der Heeresfliegertruppe auf dem erheblich verkleinerten Flugplatz Rheine-Bentlage stationiert. Etwas abseits, auf dem Gelände des ehemaligen Flugplatzes befand sich bis 1988 eine niederländische Nike-Feuerstellung, wo auch atomare Flugabwehrraketen stationiert waren. Die Anlagen wurden nicht zurückgebaut, verfallen und sind ebenfalls als Naturschutzgebiet ausgewiesen.
Im Eingangsbereich der Heeresfliegerkaserne war viele Jahre eine Lockheed F-104 ausgestellt. Diese wurde mit der Auflösung des Stützpunktes entfernt.
Im Laufe der Zeit wurden auf dem Heeresfliegerflugplatz folgende Truppenteile stationiert:

### Transporthubschrauberregiment 15
Das Transporthubschrauberregiment 15 verfügte über 5 leichte Verbindungshubschrauber BO 105 VBH und 37 mittlere Transporthubschrauber CH-53. Ab Ende 2011 waren keine BO 105 mehr im Verfügungsbestand. Das Regiment gab im Rahmen des Fähigkeitstransfers Hubschrauber seine Luftfahrzeuge zum 1. Januar 2013 an die Luftwaffe ab und wurde zum 30. Juni 2013 aufgelöst.
Den Flugbetrieb am Platz stellte ab dem Jahr 2013 der Abgesetzte Bereich Rheine des Systemszentrum 21 sicher. Der operative Flugbetrieb wurde Ende 2013 eingestellt, von Anfang 2014 bis 2017 fanden im Bedarfsfall nur noch technische Überprüfungsflüge statt. Die letzte CH-53GA verließ Rheine Mitte August 2017 und das Waffensystemunterstützungszentrum 2 verließ Rheine dann zum Jahresende 2017. Am 10. September 2018 wurde auch die zuvor bereits deaktivierte Kontrollzone endgültig aufgehoben.
Früher waren auch Sikorsky S-58 im Einsatz. Eine Sikorsky S-58 stand auch als Denkmal im Eingangsbereich der Kaserne.

### Transportbataillon 170
In der Kaserne war das Transportbataillon 170 stationiert. Das Transportbataillon 170 verfügte über LKW der Klasse 10 t mit Pritschenaufbau (MAN 22.240DF) und mit Tankaufbau (Faun L 908 ATW, STW 15.000 l).

### Heeresfliegerstaffel 101
Die Heeresfliegerstaffel 101 war eine selbständige Staffel, sie war nicht einem Regiment unterstellt, sondern direkt dem 1. Korps, Fluggerät Alouette II.

„Am 01. November 1961 in das neu aufgestellte
Heeresfliegerbataillon 100 eingegliedert. Ab
01. April 1971 selbständige Staffel 101 und
am 01. Oktober 1979 Zusammenlegung mit
Stabsstaffel Heeresfliegerkommando 1.“

## Heutige Nutzung
Da durch geänderte europäische Kooperationsstrukturen mehr Sanitätspersonal benötigt wird, entsteht am Standort seit 2019 das neu aufgestellt Sanitätsregiment 4. Am 8. Juli 2021 wurde das Regiment offiziell in Dienst gestellt. 
Neben der Bundeswehr gibt es noch eine zivile Mitnutzung:
- Der Ortsverband Rheine des technischen Hilfswerkes nutzt Flächen auf dem Kasernengelände als Übergangslösung während des Neubaus der Unterkunft[7]
- Das Flugfeld wird durch den Aero-Club Rheine genutzt[8]

## Galerie

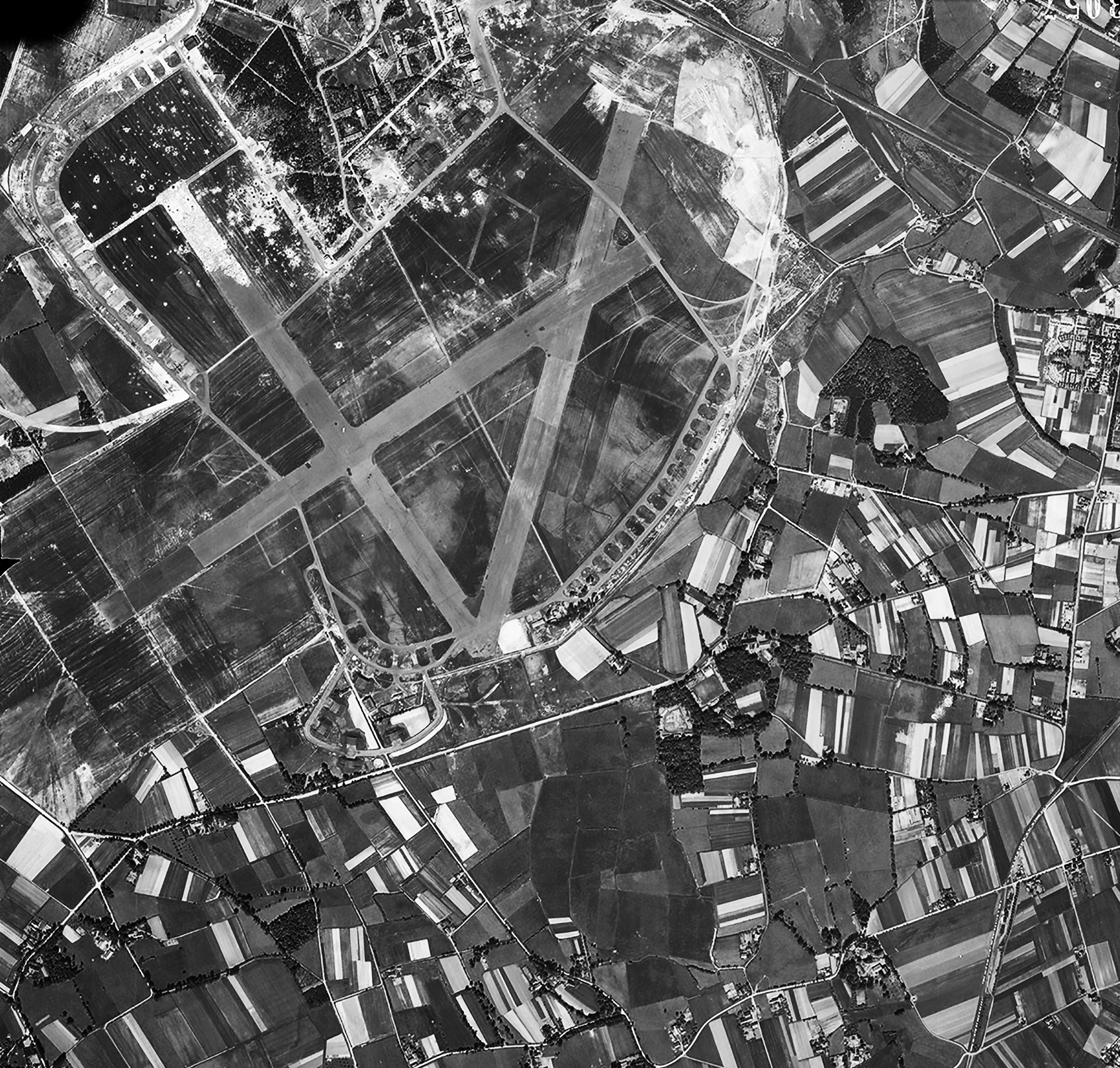
Luftaufnahme vom 30. Mai 1944
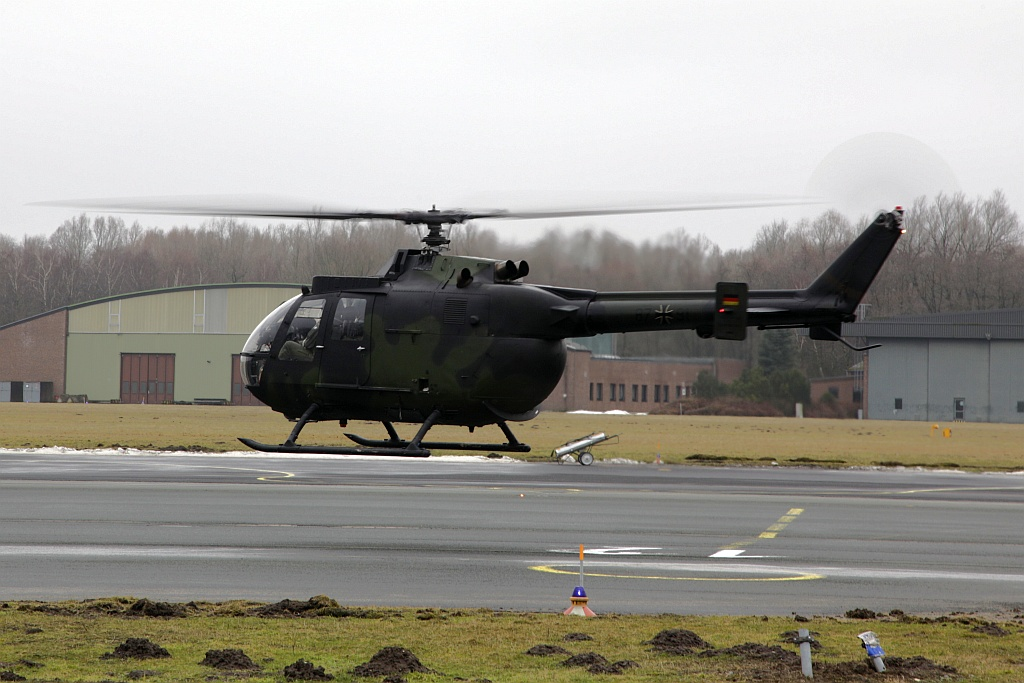
BO 105: Ein Verbindungs- und Beobachtungshubschrauber (VBH)
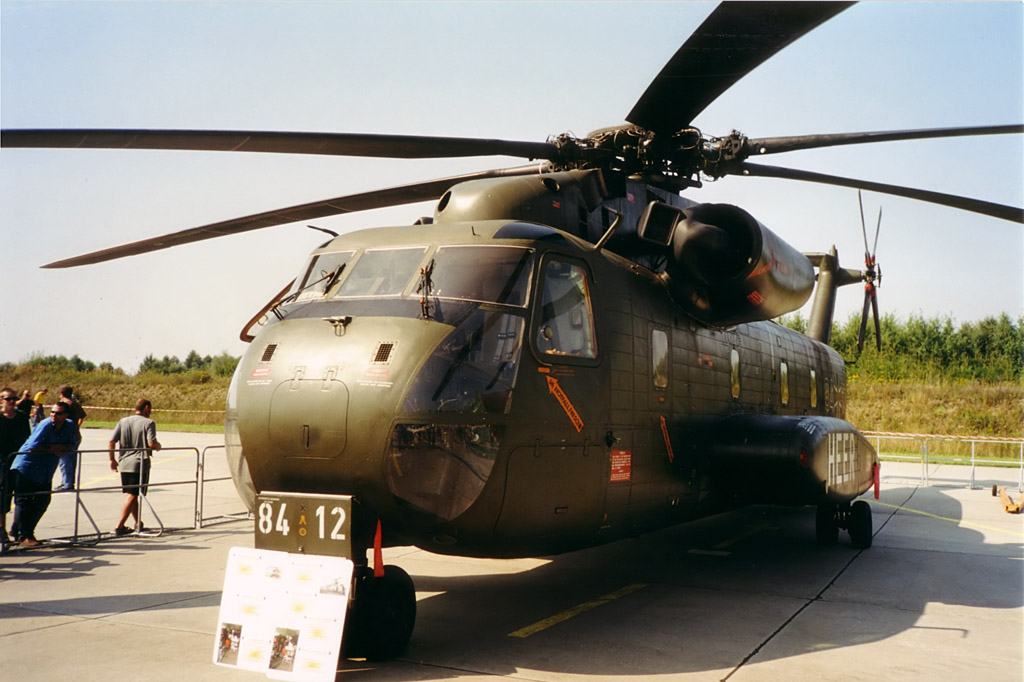
CH-53G in Laage
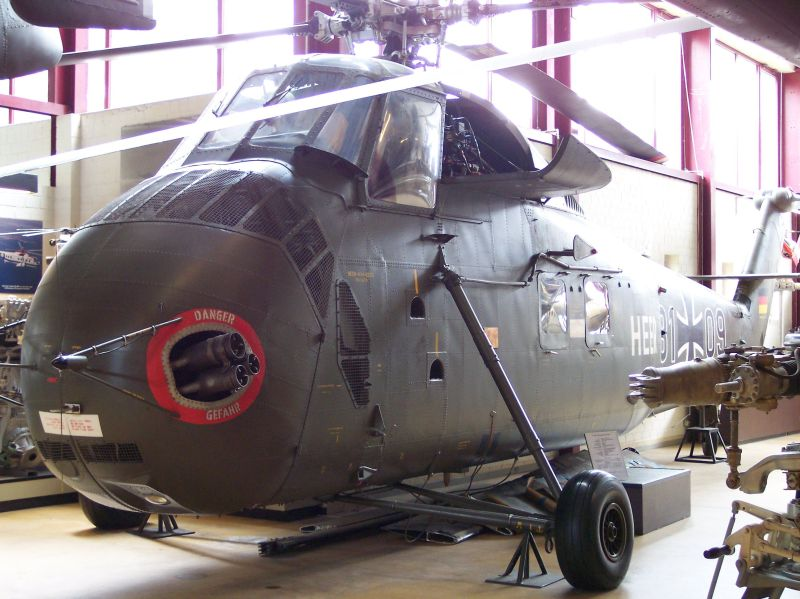
H-34 GIII der Heeresflieger im Hubschraubermuseum Bückeburg
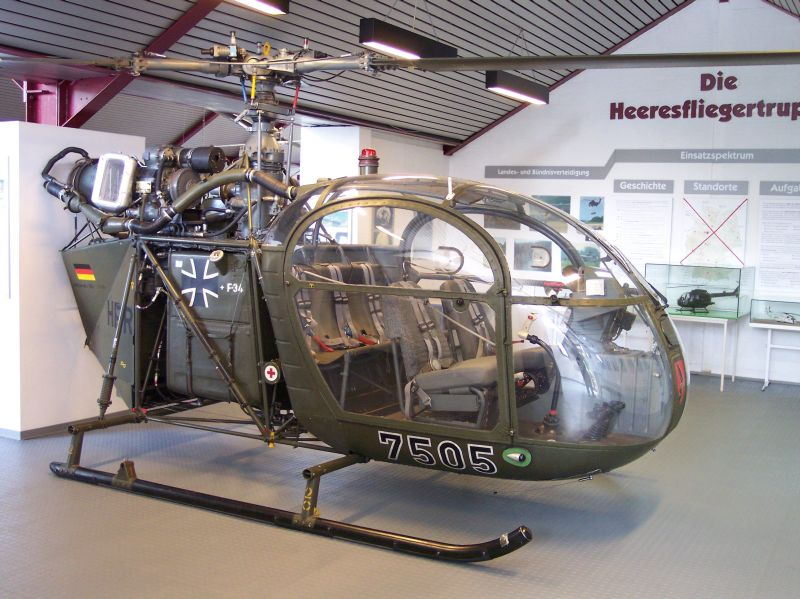
SE.3130 Alouette II der Bundeswehr im Hubschraubermuseum Bückeburg